# Glory Days (Fernsehserie)
Glory Days, auch CSL – Crime Scene Lake Glory oder Demontown, ist eine US-Fernsehserie von Autor Kevin Williamson, die von Dimension/Miramax für das US-Fernsehnetwork The WB produziert wurde. Die als Midseason-Replacement gestartete Serie wurde nach nur zehn (von ursprünglich 13 bestellten) Folgen eingestellt. Neun der zehn Episoden wurden auf Deutsch synchronisiert. Die deutschsprachige Erstausstrahlung fand von März bis Mai 2005 auf RTL II statt, in Österreich wurde die Serie von Juli bis September 2005 beim ORF gezeigt. Die Hauptrollen in dem Procedural Drama spielen Eddie Cahill, Poppy Montgomery und Jay R. Ferguson.

## Handlung
Der ausgebrannte Buchautor Mike Dolan kehrt zurück in seine Heimatstadt namens Glory. In seinem Buch Glory Days beschrieb er den Unfalltod seines Vaters als Mordanschlag. An diesem angeblichen Komplott sollen einige Einwohner seiner Heimatstadt Glory beteiligt gewesen sein. In der ersten Folge wird er bei seiner Rückkehr auf die Insel noch auf der Fähre Zeuge eines Mordfalles. Nach und nach trifft Mike alte und neue Bekannte.
In jeder Folge geschieht mindestens ein Mord, alle werden stets mehr oder weniger erfolgreich von Dolan zusammen mit der Gerichtsmedizinerin Ellie Sparks und Sheriff Rudy Dunlop aufgeklärt (Whodunit-Prinzip). Oft spielen paranormal erscheinende Phänomene eine Rolle, für die jedoch am Ende eine natürliche Erklärung gefunden wird.
Ursprünglich hatte Williamson Glory Days ähnlich wie seine erste große Erfolgsserie Dawson's Creek als Drama anlegen wollen, der Fernsehsender wollte jedoch an den seinerzeitigen Trend um forensische Ermittler-Serien wie CSI anschließen, um jüngere und insbesondere auch männliche Zuschauer für die Serie zu begeistern. Entertainment Weekly beschrieb die angedachte Ausrichtung der Serie als „Northern Exposure-cum-X-Files murder mystery for the MTV crowd“.

## Namen und Veröffentlichungen
Bei der Ausstrahlung in Deutschland lief die Serie unter dem Titel CSL – Crime Scene Lake Glory. Die österreichische Ausstrahlung erfolgte unter dem Originaltitel Glory Days.
Im Juni 2005 wurde die Serie unvollständig als Demontown auf DVD veröffentlicht, im November folgte eine Veröffentlichung aller bisher ausgestrahlten Folgen unter dem Originaltitel.

## Soundtrack
Bei dem Titelstück handelt es sich um den Titel Excess, geschrieben von Alanis Morissette und Tricky. Der ausführende Interpret ist Tricky.

## Episodenführer
| Folge # | Deutscher Titel                | Originaltitel               | Erstausstrahlung | Erstausstrahlung (DE) | Erstausstrahlung (Ö) |
| ------- | ------------------------------ | --------------------------- | ---------------- | --------------------- | -------------------- |
| 1       | Tod auf der Fähre              | Grim Ferrytale (Pilot)      | 16. Januar 2002  | 16. März 2005         | 4. Juli 2005         |
| 2       | Besessen                       | The Devil Made Me Do It     | 23. Januar 2002  | 23. März 2005         | 11. Juli 2005        |
| 3       | Die Wahrsagerin                | Miss Fortune Teller         | 30. Januar 2002  | 30. März 2005         | 18. Juli 2005        |
| 4       | Tod, Lügen und Video           | Death, Lies and Videotape   | 6. Februar 2002  | 6. April 2005         | 25. Juli 2005        |
| 5       | Die Verlorenen                 | The Lost Girls              | 13. Februar 2002 | 13. April 2005        | 1. August 2005       |
| 6       | Rudy unter Verdacht            | Everybody Loves Rudy        | 20. Februar 2002 | 20. April 2005        | 8. August 2005       |
| 7       | Gestorben und verborgen        | There Goes the Neighborhood | 11. März 2002    | 27. April 2005        | 15. August 2005      |
| 8       | Schönheit kann sehr teuer sein | No Guts, No Glory           | 18. März 2002    | 4. Mai 2005           | 22. August 2005      |
| 9       | Der böse Clown                 | Clowning Glory              | 25. März 2002    | 11. Mai 2005          | 29. August 2005      |